# Чумак, Роберт Владимирович
Роберт Владимирович Чумак (2 мая 1927, Москва — 10 ноября 1984, там же) — советский артист театра и кино.

## Биография
Роберт Чумак родился 2 мая 1927 года в Москве в семье Антонины Андреевны (1908—1982) и Владимира Андреевича (1905—1964) Чумаков. Старший брат экстрасенса Аллана Чумака (1935—2017). Отец работал переводчиком, и именно он придумал необычные имена для своих сыновей — самого младшего сына звали Вальтер.
С 1953 по 1979 год Роберт служил в Центральном детском театре. Выступил также как мастер дубляжа (около 50 работ).
Был первым мужем эстрадной певицы Аллы Иошпе (1937—2021). В браке родилась дочь Татьяна. Вторая жена — актриса ЦДТ Галина Ляпина.

Могила на Донском кладбище

Умер в Москве 10 ноября 1984 года на 58-м году жизни, кремирован и похоронен рядом с родными на Донском кладбище (участок у колумбария 2А)

## Творчество

### Театральные работы
- «В поисках радости» — Леонид Павлович, коллега Фёдора[6]
- «Борис Годунов» — Князь Курбский[7]

### Фильмография
- 1984 «Всё начинается с любви»
- 1971 «Офицеры» — начдив
- 1967 «Война и мир» — эпизод
- 1960 «Шумный день» — Леонид Павлович, коллега Фёдора

### Телеспектакли
- 1976 «Король Матиуш Первый»
- 1972 «Стихи Агнии Барто»
- 1972 «Свободный час»
- 1970 «Товарищ Артём»
- 1970 «Карлик Нос»
- 1969 «Тихая семейка»

### Озвучание
- 1973 «Я подожду, пока ты убьешь» (Pockam, az zabijes) — Адольф Филип — vezen Jan Mares
- 1971 «Оцеола» (Osceola | Osceola — Die rechte Hand der Vergeltung; ГДР, Югославия, Болгария, Куба) — Джо Хаммер
- 1970 «Рыцарь королевы» (Karalienes bruņinieks) — Званс, роль Валдемара Зандберга
- 1969 «Подозревается доктор Рот» (Verdacht auf einen Toten, ГДР)
- 1969 «Она и дьяволы» (She and the Devils | هى والشياطين, АРЕ)
- 1967 «Человек в тени» (Човекът в сянка, Болгария) — Кендеров, роль Любомира Милкова
- 1967 «Катастрофа на Черной горе» (Subteranul, Румыния) — Василиу, роль Сильвиу Стэнколеску
- 1967 «Вестерплатте» (Westerplatte, Польша) — капрал Бронислав Грудзиньский, роль Тадеуша Плюцинского
- 1967 «Бал в субботу вечером» (Saturday Night Dance, The | Balul de sîmbătă seara, Румыния) — Зено
- 1966 «Хевсурская баллада Апрарека» — роль Зураба Капианидзе
- 1966 Семья священника (Choehagsin-ui ilga | 최학신의 일가, Северная Корея) — Цой Сен Гын
- 1965 «Они шли за солдатами» (Women at War | Soldatesse, Le, Италия, Франция, Югославия) — Алесси, роль Александра Гаврича
- 1965 «Гений дзюдо» (姿三四郎, Япония) — Гэнсиро, роль Цутому Ямадзаки
- 1965 «Волчица» (She-Wolf, The | Вълчицата, Болгария) — Петров, роль Цвятко Николова
- 1964 «Закон и кулак» (Law and the Fist, The | Prawo i pięść, Польша) — Вияс, роль Рышарда Петруского
- 1964 «Династия непокорных» (Cartierul veseliei, Румыния) — Георге
- 1963 «Состязание» — Шукур-бакши, закадровый текст
- 1963 «Между рельсами» (Между релсите, Болгария) — начальник полиции
- 1963 «Большой город» (Big City, The | Mahanagar, Индия)
- 1962 «Трус» (Zbabělec, Чехословакия)
- 1962 «Поход на Рим» (March on Rome | La Marcia su Roma, Италия, Франция) — капитан королевских войск
- 1962 «Зелёные дали» (Green Horizons | Zelené obzory, Чехословакия) — Карел Ганичинец
- 1962 «Дикие лебеди» (анимационный)
- 1962 «День и час» (Day and the Hour, The | Le Jour et l’heure, Италия, Франция) — Пэт Райли, роль Билли Кирнса
- 1961 «Три мушкетёра. Подвески королевы» (Three Musketeers, The | Les Trois mousquetaires. Les ferrets de la reine, Италия, Франция) — Портос, роль Бернара Воринже
- 1961 «Три мушкетера. Месть миледи» (Trois mousquetaires. La vengeance de Milady, Les (Италия, Франция) — Портос, роль Бернара Воринже
- 1961 «Столь долгое отсутствие» (Une aussi longue absence, Италия, Франция) — Пьер, роль Жака Ардена
- 1961 «Сон капитана Лоя» (Traum des Hauptmann Loy, Der, ГДР) — капитан Лой, роль Хорста Дринда
- 1961 «Салоникские патриоты» (Salonika Terrorists, The | Solunski atentatori, Югославия) — Орце Поп-Иорданов, роль Александра Гаврича
- 1961 «Рассказы о Революции» (Historias de la revolución, Куба)
- 1961 «Миллионы вдовы Скроф» (Kaasua, komisario Palmu!, Финляндия) — Вяйнё Кокки
- 1961 «Конец дороги» (At the End of the Road | Krayat na patya, Болгария) — Лечев, роль Любомира Димитрова
- 1961 «Два господина N» (Dwaj panowie 'N', Польша) — капитан Олецкий, роль Бохдана Эймонта
- 1961 «Ветряная мельница» (Windmill, The | Вятърната мелница, Болгария) — Бай Нако
- 1960 «Ябедники» (Telltales | Žalobníci, Чехословакия) — Достал, роль Отомара Крейча
- 1960 «Юность атамана» (Jerguš Lapin, Чехословакия) — Туронь
- 1960 «Цена одного преступления» (Modern Story | Historia wspolczesna, Польша) — Дембиньский, роль Тадеуша Бартосика
- 1960 «Последняя зима» (Last Winter, The | Sidste vinter, Den, Дания) — Эрик Сёренсен
- 1960 «Пласа Уинкуль» (Plaza Huincul, Аргентина) — Касерес
- 1960 «Одним летним днём» (Ein Sommertag macht keine Liebe, ГДР) — отец Яна
- 1960 «Люди с крыльями» (Leute mit Flügeln, ГДР) — Людвиг Бартушек
- 1960 «Ключ к тайне» (铁道卫士, Китай) — Ма Сяофэй
- 1960 «В логове Беркута» (Lin hai xue yuan, Китай) — Сяо Лу-цзян
- 1960 «Белая пряжка» (Bílá spona, Чехословакия) — Стейскал, роль Богумила Шварца ст.
- 1956 «Приговорённый к смерти бежал» (A Man Escaped | Un condamné à mort s’est échappé ou Le vent souffle où il veut, Франция) — священник, роль Ролана Моно
- 1956 «Под подозрением» (Pod sumnjom, Югославия) — Андро
- 1947 «Во имя славы» (Fame is the spur, Великобритания) — Хеймер Редшоу
- 1945 «Невидимая армия» (The Invisible Army| Den usynlige hær, Дания) — Ёрген, роль Эббе Роде